# Metrosideros paniensis
Metrosideros paniensis är en myrtenväxtart som beskrevs av J.W.Dawson. Metrosideros paniensis ingår i släktet Metrosideros och familjen myrtenväxter. Inga underarter finns listade i Catalogue of Life.